# Petnjica, Šavnik
Petnjica este un sat din comuna Šavnik, Muntenegru. Conform datelor de la recensământul din 2003, localitatea are 36 de locuitori (la recensământul din 1991 erau 47 de locuitori).

## Demografie
În satul Petnjica locuiesc 30 de persoane adulte, iar vârsta medie a populației este de 49,5 de ani (39,1 la bărbați și 58,8 la femei). În localitate sunt 11 gospodării, iar numărul mediu de membri în gospodărie este de 3,27.
Această localitate este populată majoritar de sârbi (conform recensământului din 2003).
|  |

| Demografie | Demografie | Demografie |
| An         | Locuitori  | Locuitori  |
| ---------- | ---------- | ---------- |
|            |            |            |
|            |            |            |
|            |            |            |
|            |            |            |
| 1948       | 121        |            |
| 1953       | 147        |            |
| 1961       | 85         |            |
| 1971       | 98         |            |
| 1981       | 55         |            |
| 1991       | 47         | 47         |
| 2003       | 36         | 36         |

| \| Componența etnică conform recensământului din 2003[2] \| Componența etnică conform recensământului din 2003[2] \| Componența etnică conform recensământului din 2003[2] \| Componența etnică conform recensământului din 2003[2] \| Componența etnică conform recensământului din 2003[2] \| \| ----------------------------------------------------- \| ----------------------------------------------------- \| ----------------------------------------------------- \| ----------------------------------------------------- \| ----------------------------------------------------- \| \| \| \| \| \| \| \| Sârbi \| Sârbi \| \| 29 \| 80,55% \| \| Muntenegreni \| Muntenegreni \| \| 7 \| 19,44% \| \| necunoscută \| necunoscută \| \| 0 \| 0% \| |              |  |    |        |
| Componența etnică conform recensământului din 2003 |              |  |    |        |
| |              |  |    |        |
| Sârbi | Sârbi        |  | 29 | 80,55% |
| Muntenegreni | Muntenegreni |  | 7  | 19,44% |
| necunoscută | necunoscută  |  | 0  | 0%     |